# Богословка (Рыбновский район)
Богословка — деревня в Рыбновском районе Рязанской области. Входит в Пионерское сельское поселение.

## География
Находится в западной части Рязанской области на расстоянии приблизительно 35 км на запад-юго-запад по прямой от железнодорожного вокзала в городе Рыбное.

## История
На карте 1850 года еще не была показана. В 1897 году здесь (тогда деревня Михайловского уезда Рязанской губернии) было учтено 19 дворов.

## Население
Численность населения: 165 человек (1897 год), 7 в 2002 году (русские 100 %), 14 в 2010.